# Här är ditt liv
Här är ditt liv är ett svenskt underhållningsprogram. Programmet gick ursprungligen på SVT om lördagskvällarna, baserat på det amerikanska programmet This Is Your Life och introducerat den 11 januari 1980 med Lasse Holmqvist som programledare. Programmet fortsatte med samma programledare fram till 1991 då SVT valde att lägga ner programmet. Den 12 september 2009 återkom programmet, då med Ingvar Oldsberg som programledare. Programmet är ett av Sveriges Televisions största nöjesprogram genom tiderna. 2019 började programmet sändas på Dplay med Carina Berg, som programledare. Ett liknande program med liknande koncept är Vilket liv! på TV4 som började 2022 med Renée Nyberg som programledare.
Programmet är en av titlarna i boken Tusen svenska klassiker (2009).

## Format
I varje program intervjuas en känd person, och dennes vänner och bekanta dyker upp i studion. Den kända gästen hölls ovetande och lurades till Malmö (1980-1991) eller Göteborg (2009-2010), där programmet spelades in eller (oftast) direktsändes. I ett avsnitt 1982 var Jan Guillou programledare och huvudgästen var programledaren Lasse Holmqvist.

## Historia
Det första programmet, som sändes 1980, hade Sven Tumba som huvudperson. Den sista omgången med Lasse Holmqvist som programledare i SVT sändes hösten 1991 med bland annat Karl-Erik Welin och Ulf Adelsohn som huvudpersoner. Det allra sista Här är ditt liv med Holmqvist som programledare gästades av Meg Westergren. Känd signaturmelodi var For Once in My Life av Stevie Wonder, som framfördes av Jan "Tollarparn" Eriksson. Enligt SVT torde det mest kända och omskrivna avsnittet vara det med Barbro "Lill-Babs" Svensson, där flera av hennes exmakar och tidigare pojkvänner samtidigt kom in i studion. Serien återkom 1995 med två program i Holmqvists egen station Öresundskanalen. Samma år sände SVT tolv program under rubriken Ett sånt liv med Ingela Agardh som programledare.[källa behövs]
När programmet återkom hösten 2009 var Ingvar Oldsberg programledare. Premiärgäst den 12 september 2009 var Mikael Persbrandt. Programmet hade då återigen, som under de första säsongerna, "öppen sluttid", vilket innebar att programmet kunde bli kortare eller längre, vilket kunde leda till att program efteråt förflyttades, lades till eller utgick. Första gästen till 2010 års säsong blev skådespelerskan Lena Endre. Säsongen var även Ingvar Oldsbergs sista säsong som programledare för programmet. Nyomgången fick genomgående dålig kritik.[källa behövs] Med anledning av Sven Tumbas bortgång repriserade SVT den 4 oktober 2011 det allra första Här är ditt liv med Tumba som huvudperson.
I januari 2019 publicerades på Dplay fyra avsnitt med Carina Berg som programledare.

### Fotnoter
1. ↑  ”Svensk mediedatabas”. http://smdb.kb.se/catalog/search?q=%22H%C3%A4r+%C3%A4r+ditt+liv%22+typ%3Atv&sort=OLDEST. Läst 31 mars 2011.
2. ↑  Gradvall et al 2009, nr. 556
3. 1 2  ”Här är ditt liv - en svensk tv-klassiker”. Sveriges Television. Arkiverad från originalet den 17 september 2009. https://web.archive.org/web/20090917115437/http://svt.se/2.107211/1.1677190/historik. Läst 13 september 2009.
4. ↑  Byström, Christofer (6 januari 2011). ”Oldsberg hoppar av "Här är ditt liv"”. Expressen. Arkiverad från originalet den 8 januari 2011. https://web.archive.org/web/20110108172008/http://www.expressen.se/noje/1.2280245/oldsberg-hoppar-av-har-ar-ditt-liv. Läst 6 januari 2011.